# Alphonse Ratisbonne

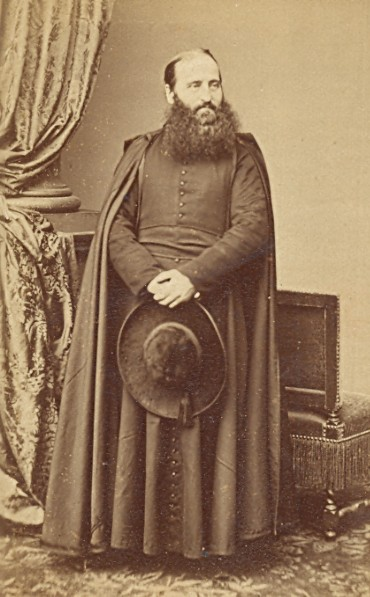
Marie-Alphonse Ratisbonne

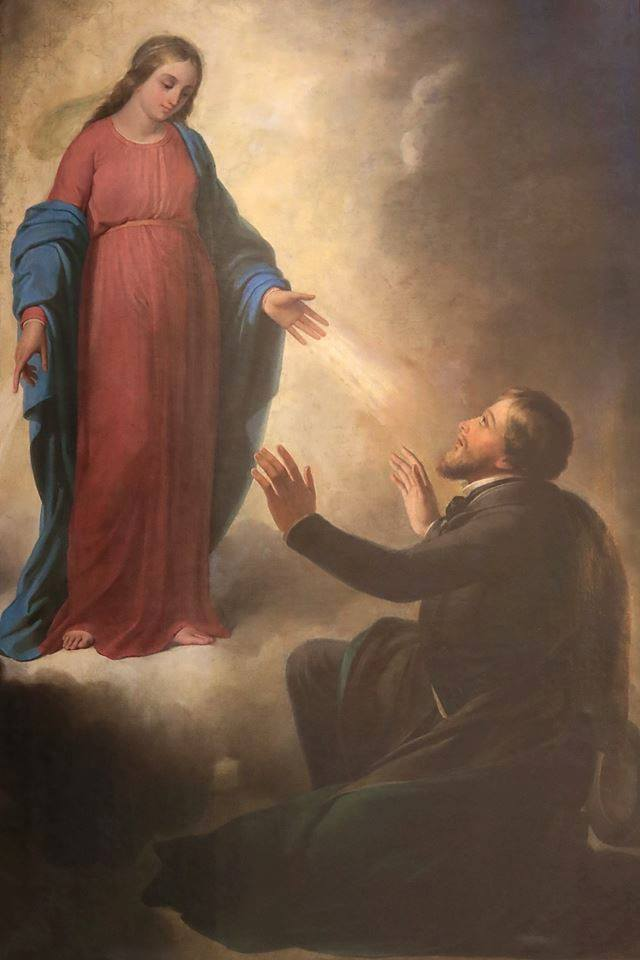
Die Marienerscheinung von Alphonse Ratisbonne, 1842

Alphonse Ratisbonne, auch Marie-Alphonse Ratisbonne, (* 1. Mai 1814 in Straßburg; † 6. Mai 1884 in En Kerem bei Jerusalem) war ein französischer Geistlicher. Er war Mitbegründer der Kongregation Notre Dame de Sion, kurz Sionsschwestern genannt.
Die Religion hatte in seinem Leben nie eine Rolle gespielt, bis er am 20. Januar 1842 eine Marienerscheinung in der Kirche Sant’Andrea delle Fratte in Rom hatte. Dieses Erlebnis ließ ihn zum Christentum konvertieren und er half später seinem Bruder Théodore Ratisbonne bei der Ordensgründung.

## Leben
Alphonse wurde als Sohn einer reichen jüdischen Bankiersfamilie in Straßburg geboren. Nach einem Studium der Rechtswissenschaften und Literatur in Paris arbeitete er als Rechtsanwalt und Bankier in der Firma seines Onkels.
Im Jahr 1841 wurde Alphonse Ratisbonne mit der Tochter seines ältesten Bruders verlobt. Die Ehe wurde allerdings, weil das Mädchen erst 16 Jahre alt war, noch aufgeschoben und Alphonse Ratisbonne unternahm eine Reise in den Orient. Sein Weg führte ihn auch in die Stadt Rom, wo er mehr durch Zufall die Kirche Sant’Andrea delle Fratte betrat und dort in einer Lichterscheinung Maria sah. Nach diesem Erlebnis konvertierte er mit seiner Taufe in einer Jesuitenkirche zum christlichen Glauben.
Am 20. Juni 1842 trat er als Novize in die Gesellschaft Jesu in Saint-Acheul (Stadtteil von Amiens) ein. Schon ab dem Jahr 1843 unterstützte er seinen Bruder Théodore Ratisbonne bei der Gründung der Kongregation der Sionsschwestern. In Saint-Acheul erhielt Alphonse am 20. September 1847 oder 1848 die Weihe zum Priester. Er trat in den Jesuitenorden ein und war als Missionar tätig.
Alphonse Ratisbonne trat nach einigen Jahren mit der Erlaubnis Papst Pius IX. wieder aus dem Jesuitenorden aus und wurde Mitglied der Brüder Unserer Lieben Frau von Sion, wo er sich für die Bekehrung der Muslime und Juden mit Hilfe karitativer, geistlicher und erzieherischer Mittel einsetzte.
Im Jahr 1855 zog er mit der Kongregation der Sionsschwestern nach Jerusalem um und ließ dort für die Schwestern im Jahr 1856 am Ecce-Homo-Bogen ein großes Klostergebäude errichten, das auch eine Schule und ein Waisenhaus für Mädchen erhielt. Außerhalb der Stadt Jerusalem ließ er im Jahr 1860 das Waisenhaus St. Johann an einem Berg bei En Kerem und eine weitere Kirche errichten. Das später erbaute Waisenhaus St. Peter in der Nähe des Jaffatores war für Jungen bestimmt und hatte eine angeschlossene Schule.
Aus dieser Schule ging das Institut Ratisbonne hervor, das sich nach dem Zweiten Vatikanischen Konzil und der Wiedervereinigung Jerusalems 1967 als Centre d’études juives zu einem Ort entwickelte, an dem Christen jüdische Theologie und Geschichte studieren konnten, bis es 2001 von der Kongregation für das Katholische Bildungswesen geschlossen wurde.